# Burgan
Burgan is een olieveld in de woestijn in het zuidoosten van Koeweit. Het is een van de grootste olievelden ter wereld.

## Ontdekking
Het veld werd ontdekt op 23 februari 1938. Op 1120 meter diepte werd olie aangeboord, die onder hoge druk naar boven kwam gespoten. Per dag kwam zo’n 4000 vaten olie naar boven en pas op 14 mei was het boorgat afgesloten. Van 1938 tot 1942 werden nog acht boorputten geslagen, maar door de Tweede Wereldoorlog werden de activiteiten gestaakt.
In 1946 begon Kuwait Oil Company, een joint venture van het Britse Anglo-Persian, het latere BP en het Amerikaanse Gulf Oil, met het produceren van olie in Koeweit. In juni 1946 werd de eerste olie uit het veld verscheept vanuit een terminal op ongeveer 24 kilometer ten oosten van het veld.
Het olieveld heeft als voordeel dat de olie er erg makkelijk op te pompen is. Alle olie stroomt vlak onder de oppervlakte. Uit het veld stroomt lichte tot medium olie met een API-dichtheid tussen de 28° en 36°. Door Burgan is Koeweit een van de grootste olieproducenten ter wereld geworden. In 1950 werden 344.000 vaten per dag geproduceerd en in 1955 was dit gestegen naar 1 miljoen.
In 1968 was de productie verdubbeld en bereikte een piek van 2,41 miljoen vaten per dag in 1972. Tussen 1949 tot 1972 was Burgan was het belangrijkste olieveld in het Midden-Oosten tot Ghawar de productie overtrof. De productie is daarna teruggevallen naar 1,7 miljoen vaten per dag.

## Irakoorlog
In de Golfoorlog (1990-1991) werden de oliebronnen in brand gestoken door Irak. De rookontwikkeling die hierbij ontstond spreidde zich uit over een gebied van 50 kilometer, en was zelfs op satellietbeelden te zien. De Red Adair Service and Marine Company bluste in totaal 117 oliebranden in Burgan. Ondanks de branden ging de productiecapaciteit van Burgan niet achteruit.